# Morpho menelaus
Espèce
Morpho menelaus, le Morpho bleu, est une espèce d'Insectes lépidoptères (papillons) qui appartient à la famille des Nymphalidés, sous-famille des Morphinae, à la tribu des Morphini et au genre Morpho.

## Description
Morpho menelaus est un très grand papillon, d'une envergure d'environ 138 mm au bord externe des ailes antérieures concave avec le dessus des ailes de couleur bleu avec des reflets métalliques.
Le revers est marron avec une ligne de gros ocelles à la base de l'aire postdiscale.

### Chenille
Sa chenille est brune à taches jaunes.

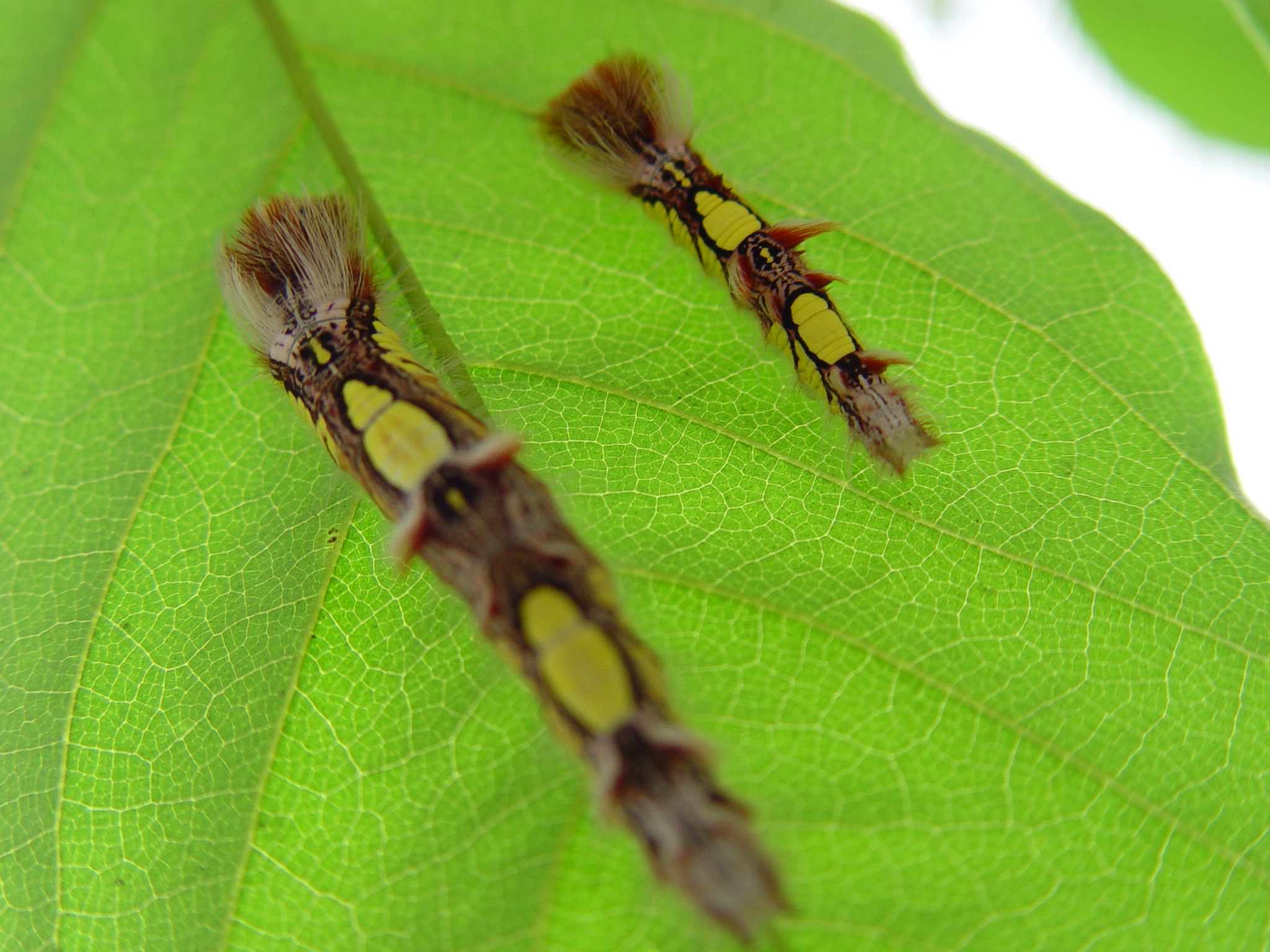
Chenille

## Systématique
Le nom valide complet (avec auteur) de ce taxon est Morpho menelaus (Linnaeus, 1758).
L'espèce a été décrite par Carl von Linné en 1758 et initialement classée dans le genre Papilio sous le protonyme Papilio menelaus Linnaeus, 1758.
Morpho menelaus a pour synonymes :
- Morpho alexandra Hewitson, 1863
- Morpho maxima Strand
- Papilio menelaus Linnaeus, 1758
- Papilio nestor Linnaeus, 1758

### Nom vernaculaire
En Guyane, le Morpho bleu (en anglais : Blue Morpho) est aussi appelé « Morpho commun », ou simplement « Morpho », car il est beaucoup plus répandu que d'autres espèces telles que le Morpho cypris.

### Taxinomie

#### SelonGBIF(4 juin 2024)[2]
- Morpho menelaus subsp. amathonte
- Morpho menelaus subsp. amseli Weber, 1963
- Morpho menelaus subsp. chlorophorus Rousseau-Decelle, 1935
- Morpho menelaus subsp. innocentia Ribeiro, 1931
- Morpho menelaus subsp. mattogrossensis Talbot, 1928
- Morpho menelaus subsp. melanippe Butler, 1866
- Morpho menelaus subsp. menelaus
- Morpho menelaus subsp. mineiro Fruhstorfer, 1907
- Morpho menelaus subsp. naponis Le Cerf, 1925
- Morpho menelaus subsp. nestira (Hübner)
- Morpho menelaus subsp. nestirina Le Cerf, 1925
- Morpho menelaus subsp. niger Weber, 1951
- Morpho menelaus subsp. occidentalis Felder, 1862
- Morpho menelaus subsp. offenbachi Bryk, 1953
- Morpho menelaus subsp. orinocensis Le Moult, 1925
- Morpho menelaus subsp. ornata Fruhstorfer, 1913
- Morpho menelaus subsp. pulchra Le Cerf, 1933
- Morpho menelaus subsp. pulverosa Le Cerf, 1925
- Morpho menelaus subsp. purpureotinctus Rousseau-Decelle, 1935
- Morpho menelaus subsp. sapphirus Le Cerf, 1925
- Morpho menelaus subsp. tenuilimbata Fruhstorfer, 1907
- Morpho menelaus subsp. terrestris Butler, 1866
- Morpho menelaus subsp. verae Weber, 1951

#### SelonFUNET Tree of Life(4 juin 2024)[3]
- Leonte menelaë Hübner, [1819]
- Morpho (Grasseia) ab. subcoerulea Le Moult & Réal, 1962
- Morpho (Grasseia) menelaus aguirensis f. radiosa Le Moult & Réal, 1962
- Morpho (Grasseia) menelaus aguirensis Le Moult & Réal, 1962
- Morpho (Grasseia) menelaus guyanensis f. auranioculata Le Moult & Réal, 1962
- Morpho (Grasseia) menelaus guyanensis f. deidamoides Le Moult & Réal, 1962
- Morpho (Grasseia) menelaus guyanensis f. discoaerea Le Moult & Réal, 1962
- Morpho (Grasseia) menelaus guyanensis f. discomicans Le Moult & Réal, 1962
- Morpho (Grasseia) menelaus guyanensis f. festaliella Le Moult & Réal, 1962
- Morpho (Grasseia) menelaus guyanensis f. geminata Le Moult & Réal, 1962
- Morpho (Grasseia) menelaus guyanensis f. nigroculata Le Moult & Réal, 1962
- Morpho (Grasseia) menelaus guyanensis f. obsoletina Le Moult & Réal, 1962
- Morpho (Grasseia) menelaus guyanensis f. oculaurantiaca Le Moult & Réal, 1962
- Morpho (Grasseia) menelaus guyanensis f. oculoplagiata Le Moult & Réal, 1962
- Morpho (Grasseia) menelaus guyanensis f. ovifera Le Moult & Réal, 1962
- Morpho (Grasseia) menelaus guyanensis f. pseudeugenia Le Moult & Réal, 1962
- Morpho (Grasseia) menelaus guyanensis f. pupillata Le Moult & Réal, 1962
- Morpho (Grasseia) menelaus guyanensis f. rubrocincta Le Moult & Réal, 1962
- Morpho (Grasseia) menelaus guyanensis f. subobsoleta Le Moult & Réal, 1962
- Morpho (Grasseia) menelaus guyanensis f. viridescens Le Moult & Réal, 1962
- Morpho (Grasseia) menelaus guyanensis Le Moult & Réal, 1962
- Morpho (Grasseia) menelaus nakaharai f. holmii Le Moult & Réal, 1962
- Morpho f. chlorophorus Rousseau-Decelle, 1935
- Morpho f. nestirina Le Cerf, 1926
- Morpho melanippe Butler, 1866
- Morpho menalaus [sic] f. purperotinctus Rousseau-Decelle, 1935
- Morpho menelaus hübneri Fischer, 1962  (Le Moult, 1933)
- Morpho menelaus nakaharai Le Moult, 1958
- Morpho punicae Fabricius, 1938; (repl. name)
- Papilio nestor Linnaeus, 1758
- Morpho f. pulchra Le Cerf, 1933

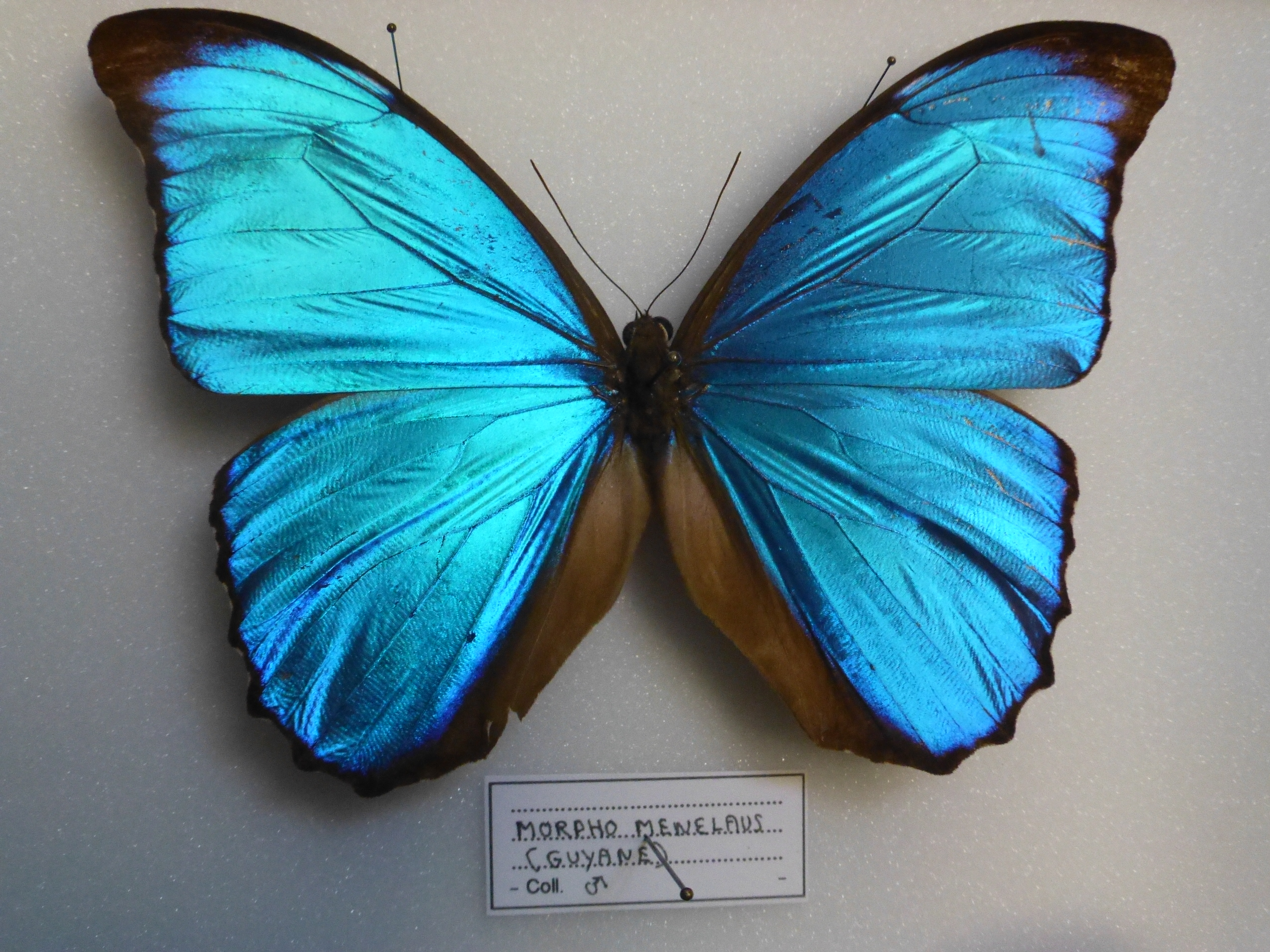
Morpho menelaus (mâle) de Guyane.
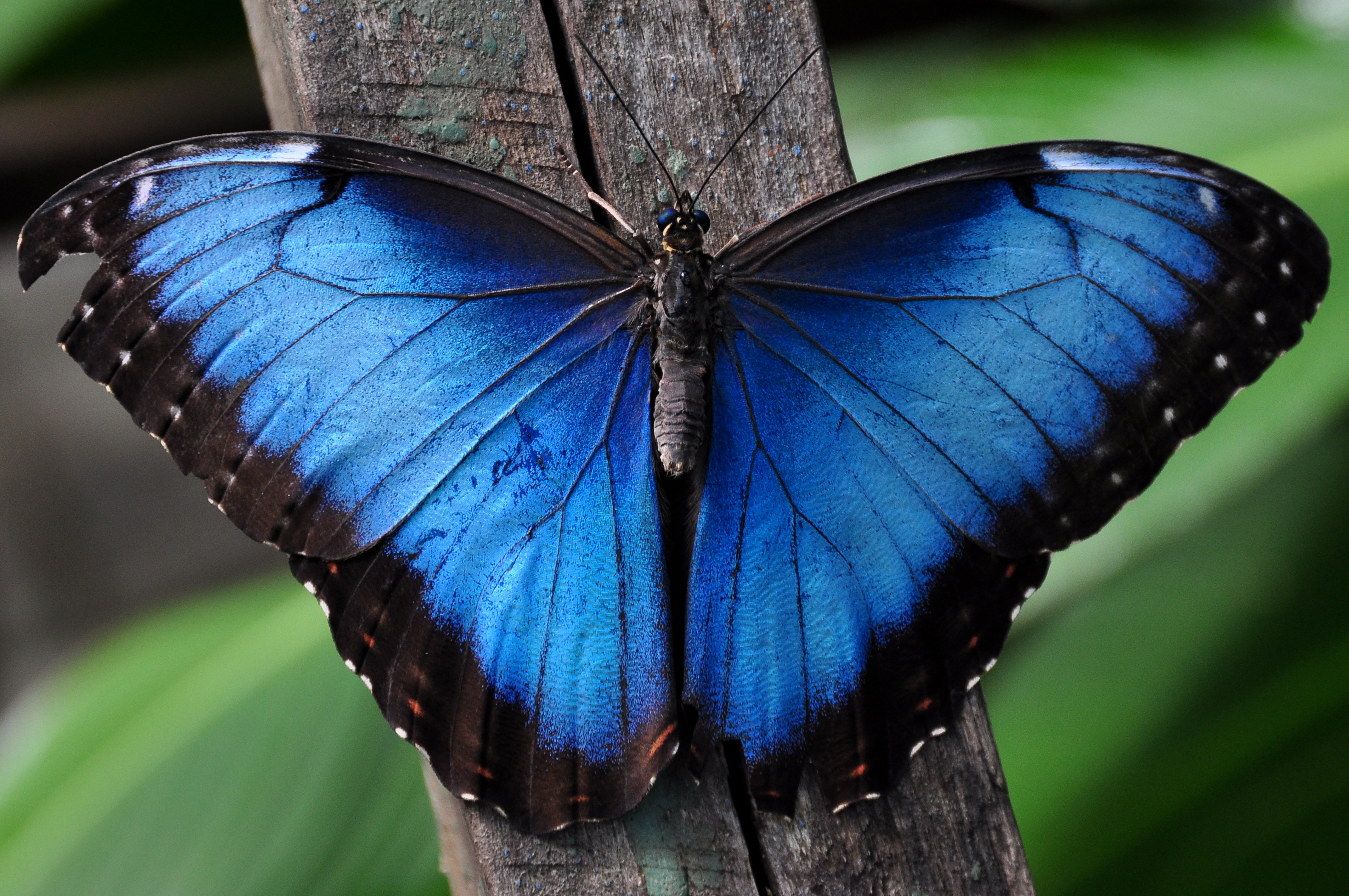
Morpho menelaus (femelle).
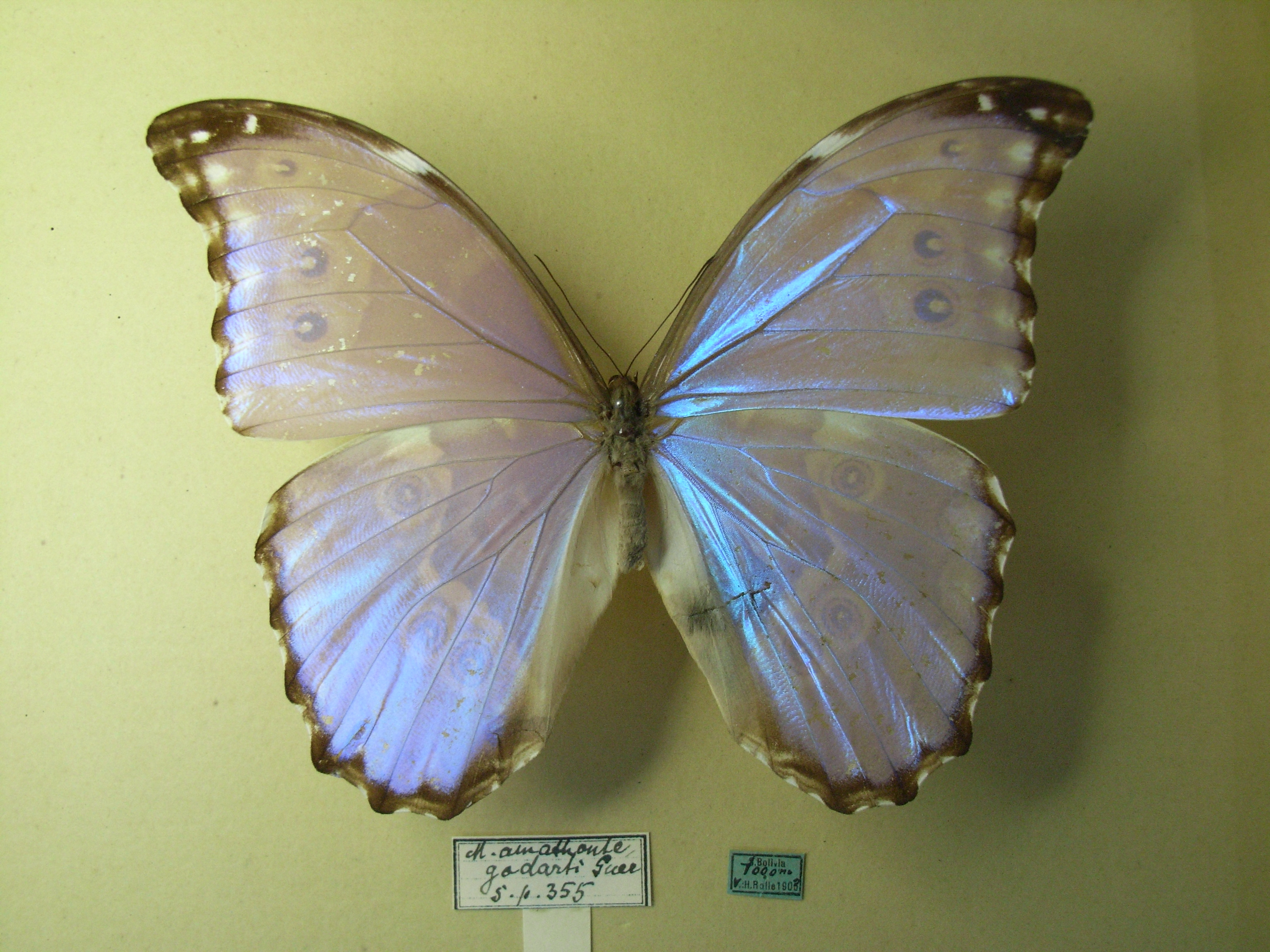
Morpho menelaus amathonte.
Morpho menelaus didius (mâle).
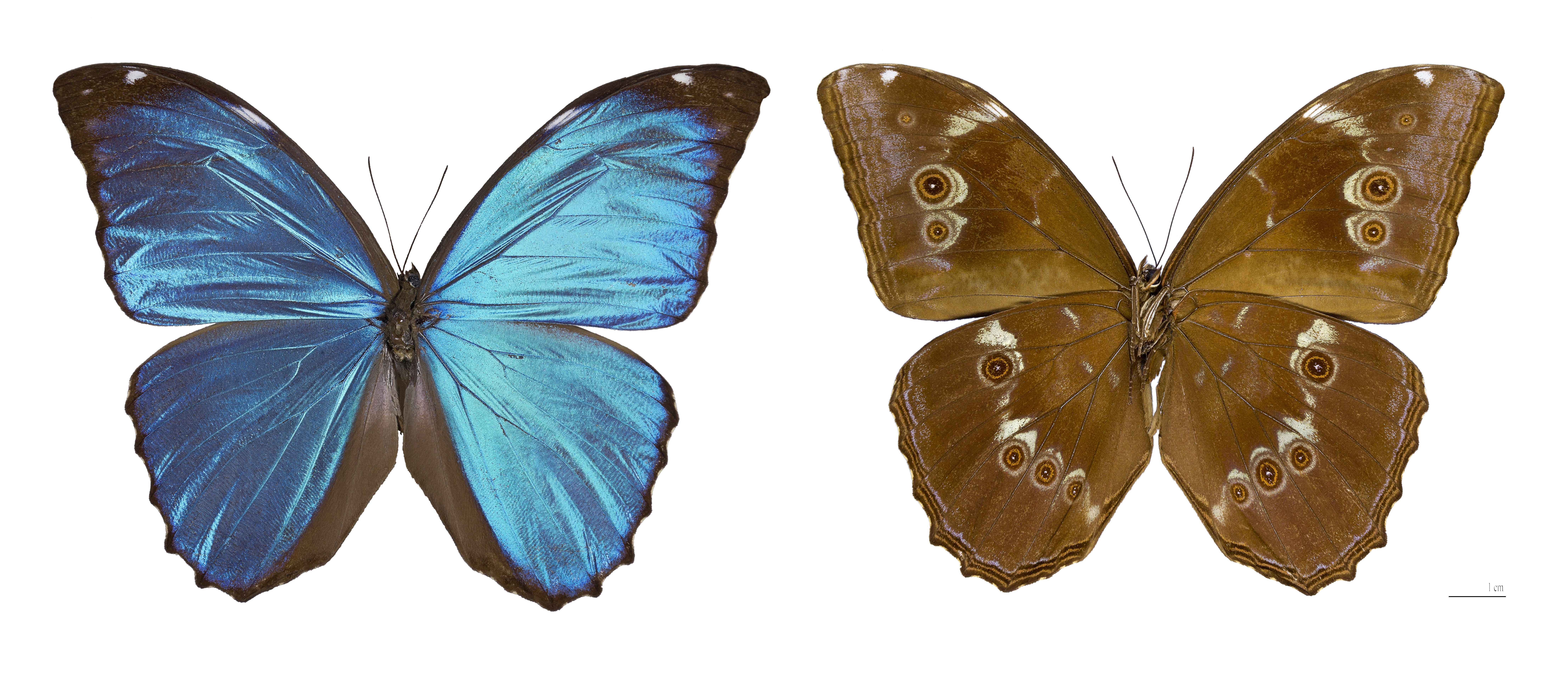
Morpho menelaus huebneri.
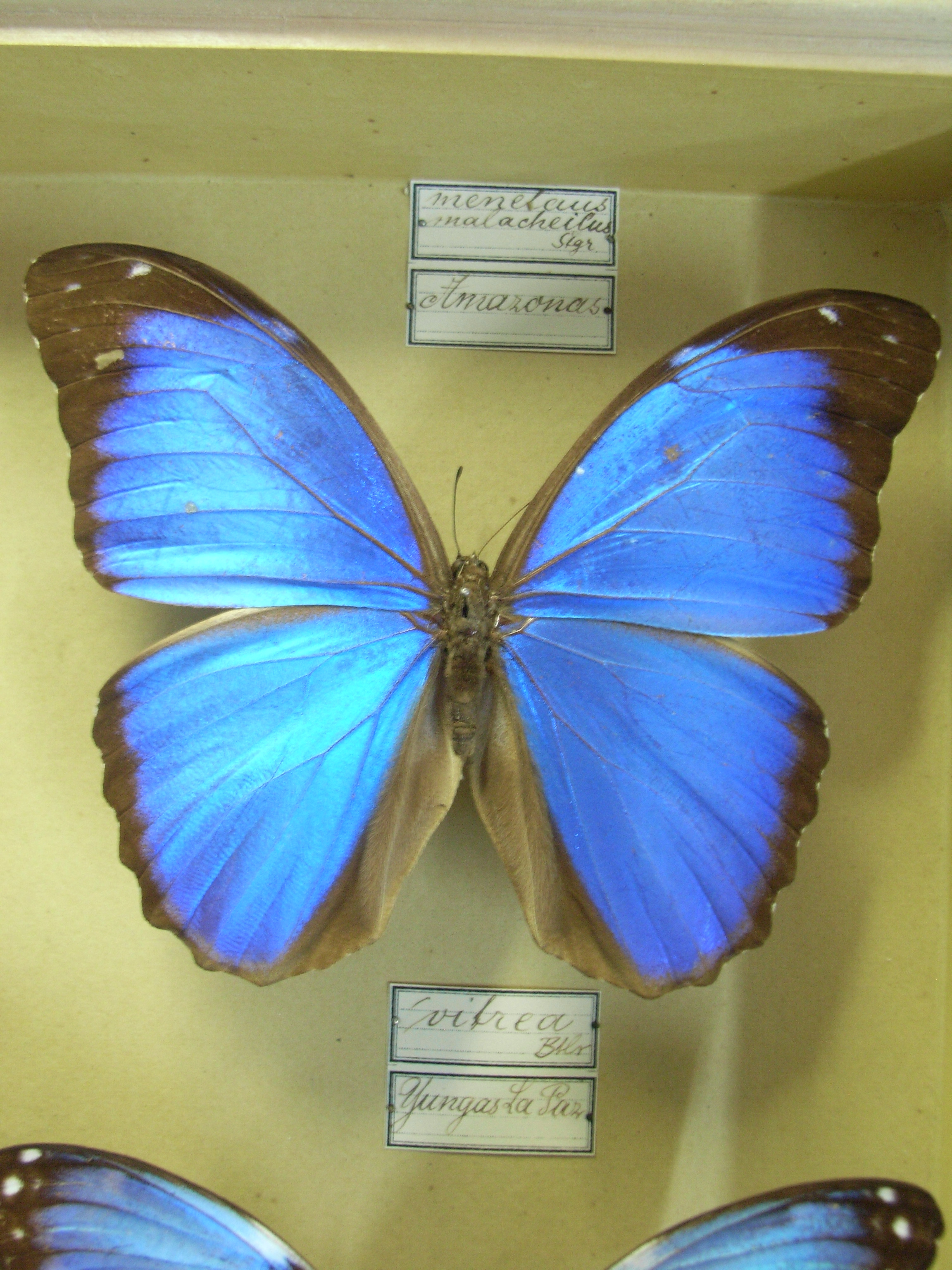
Morpho menelaus melacheilus.
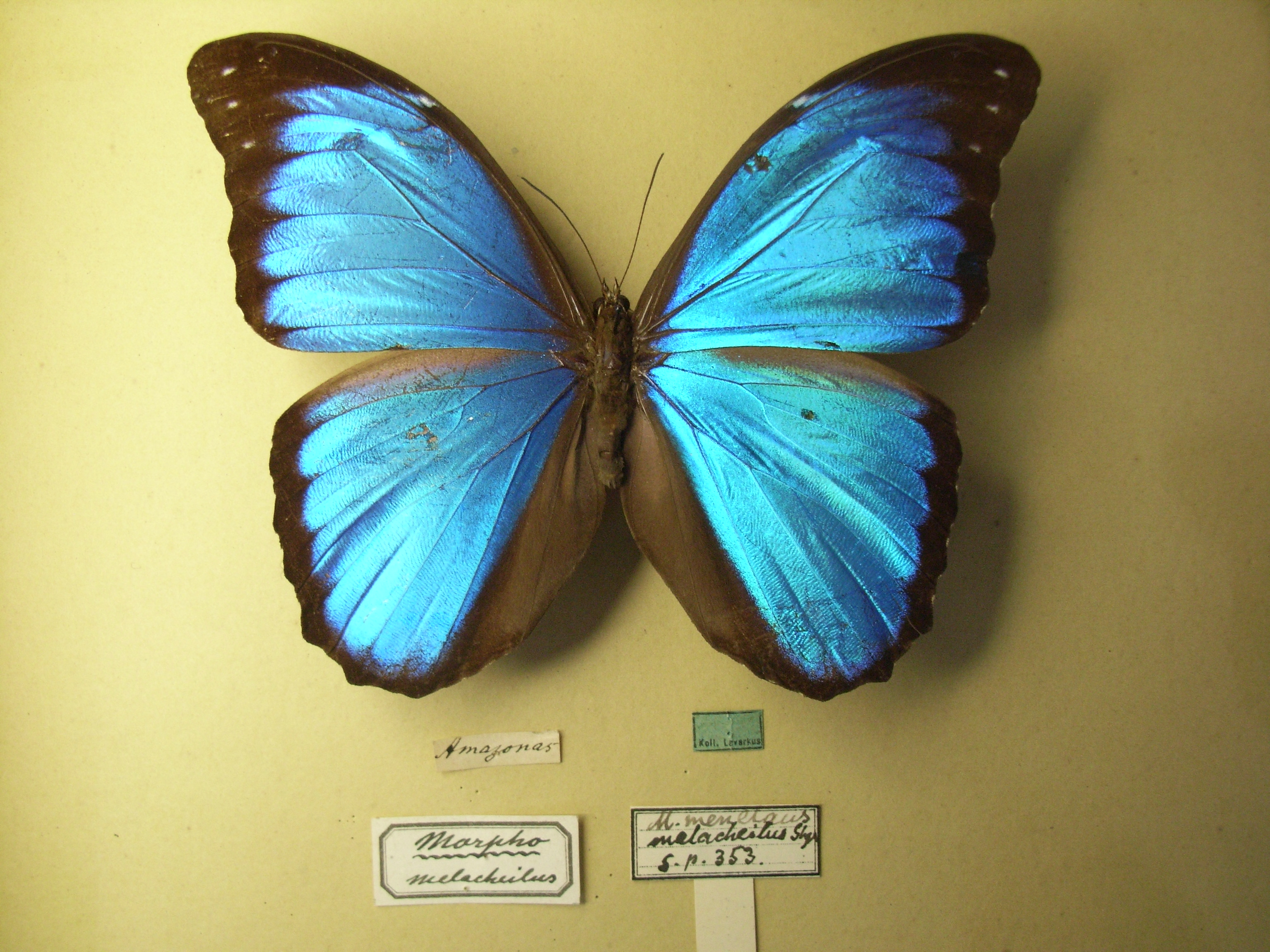
Morpho menelaus occidentalis.

## Répartition et habitat
Morpho menelaus est présent au Panama, au Costa Rica, au Venezuela, en Colombie, en Équateur, en Bolivie, au Pérou, au Brésil, au Suriname, en Guyana et en Guyane.
Il réside dans la canopée.

## Culture
L'entreprise française La Poste a émis un timbre, d'une valeur de 0,58 euro, représentant le Morpho bleu en 2010.